# Dilobopterus minutalis
Dilobopterus minutalis är en insektsart som beskrevs av Young 1977. Dilobopterus minutalis ingår i släktet Dilobopterus och familjen dvärgstritar. Inga underarter finns listade i Catalogue of Life.